# أوسامو كوباياشي (مخرج ياباني)
أوسامو كوباياشي (باليابانية: 小林治؛ بالكانا: こばやし おさむ) هو رسام رسوم متحركة ورسام توضيحي ومخرج ياباني، ولد في 10 يناير 1964 في محافظة طوكيو ‏ في اليابان.

## وصلات خارجية
- أوسامو كوباياشي على موقع IMDb (الإنجليزية)
- أوسامو كوباياشي على موقع ميوزك برينز (الإنجليزية)
- أوسامو كوباياشي على موقع قاعدة بيانات الفيلم (الإنجليزية)
- أوسامو كوباياشي على موقع كينوبويسك (الروسية)
- أوسامو كوباياشي على موقع ANN person (الإنجليزية)